# 平野功二
平野功二（ひらのこうじ、Koji HIRANO, 1968年7月25日 - ）は、米国・ハワイを拠点に活動する写真家、映画監督、彫刻家である。　ハワイ大学マノア校芸術学部彫刻科卒。

## 来歴
1968年（昭和43年) 長野県南安曇郡豊科町（現・安曇野市）で生まれ直ぐに東京都豊島区へ。後に埼玉県春日部市へ。ホノルル・ハワイ在住。1986年、埼玉県立岩槻高等学校を卒業後、宝田明のミュージカル劇団に入団する。90年に渡米し、91年、アラバマ州・ギャズデン・ステート・コミュニティ大学に入学。93年に卒業するまでの間、アメリカ本土の全48州を車で回り、写真を撮影する。同年、渡布。99年にハワイ大学観光業経営学部、2001年に同大学芸術学部彫刻科を卒業し、ハワイを拠点にプロのフォトグラファーとして活動を始める。09年に渡仏。拠点をフランス・パリに移す。以後現在まで、ニューヨーク、ロンドン、ミラノ、パリ、東京などのファッションショーを回り、コレクションやバックステージ、ストリート・スナップ、ポートレートなどを撮影している。ファッション・フォトグラファーとしての活動のほかに、広告、雑誌、テレビ、プロモーションビデオなどで、人物や商品、風景や建築、スポーツやイベントなどの写真や動画の撮影も行う。　
アーティストとしては芸術写真や映像作品、彫刻や空間デザインなど、作品の制作も手がけている。
2012年に、世界遺産・鬪雞神社（和歌山県田辺市）で450年以上続く田辺祭を撮影した写真集「田辺祭　平野功二写真集」を出版した。15年に、和歌山県の紀南地方を舞台にした映画「たまご」(68分)を制作し、9カ国・18の映画祭で賞を受けた。　同年に制作した石彫「たまご」（那智石　高さ約1.5メートル、重さ約1.3トン）は、16年にJRきのくに線の和深駅に設置された。　17年に拠点をハワイに戻し、18年に世界遺産・熊野古道の四季を撮影した「熊野古道　ひかりの四季」を出版した。

## 主な経歴
- 1968年（昭和43年） - 長野県南安曇郡豊科町（現・安曇野市）で生まれる。
- 1986年（昭和61年） - 埼玉県立岩槻高等学校を卒業する。卒業後に宝田明のミュージカル劇団に入団する。
- 1990年（平成02年） - 渡米する。
- 1993年（平成05年） - 米国アラバマ州・ギャズデン・ステート・コミュニティ大学(Gadsden State Community College: Associate in Applied Science Degree in Marketing Management)を卒業する。　卒業後にハワイに移住する。
- 1999年（平成11年） - ハワイ大学マノア校・観光業経営学部(University of Hawaii at Manoa: Bachelor of Science degree in Travel Industry Management)を卒業する。
- 2001年（平成13年） - ハワイ大学マノア校・芸術学部彫刻科(University of Hawaii at Manoa: Bachelor of Fine Arts degree in Art, Sculpture)を卒業する。
- 2002年（平成14年） - ハワイでプロのフォトグラファーとして活動を始める。
- 2009年（平成21年） - 渡仏。拠点をパリに移し、フリーランス・フォトグラファーとして活動を始める。
- 2012年（平成24年） - 「田辺祭　平野功二写真集」を出版する。
- 2015年（平成27年） - 映画「たまご」を制作する。
- 2016年（平成28年） - 石彫「たまご」を西日本旅客鉄道（JR西日本） 紀勢本線（きのくに線） 和深駅に常設展示する。
- 2017年（平成29年） - 拠点をハワイに戻す。
- 2018年（平成30年） - 「熊野古道　ひかりの四季　平野功二写真集」を出版する。

## 主な作品

### 写真集
- 『田辺祭　平野功二写真集』（2012年、紀伊民報：120ページ）ISBN  9784907841102
- 『熊野古道　ひかりの四季　平野功二写真集』（2018年、紀伊民報：32ページ）ISBN  9784907841171

### 映画
- 『たまご』（2015年）NDLC YL321

### 短編ドキュメンタリー映画
- 『田辺祭　二度目の夏』[12]（2012年）
- 『舞姫　少女が神になるとき』（2012年）

### 彫刻
- 『たまご』（2016年　石彫）和歌山県串本町　JR西日本きのくに線　和深駅

## 主な個展
- 『Kīlauea Red』2000年、Indigo（ホノルル）
- 『モードと旅』2011年、Cafe Gorilla
- 『田辺祭』2012年、世界遺産・鬪雞神社
- 『L'odyssée : 果てしなき放浪の足跡』2013年、DIVA Hair
- 『熊野の光』2013年、ギャラリー寿苑
- 『那智の光』2014年、JR西日本きのくに線　那智駅
- 『熊野古道　ひかりの四季』2018年、世界遺産熊野本宮館

## 主なテレビ出演
- 「ぐるっと関西おひるまえ」（NHK総合テレビ）
- 「あすのWA!」（NHK総合テレビ）
- 「わかやま８４５」（NHK総合テレビ）
- 「5チャンDO! 5チャンEYE」（テレビ和歌山）・スタジオ生出演
- 「＠あっと!テレわか NEWSスタイル」（テレビ和歌山）